# Agaropektin
Agaropektin ist ein nicht-gelierendes Polysaccharid aus β-1,4 und α-1-3 glycosidisch verknüpfter D-Galactose sowie 3,6-Anhydro-L-Galactose. Etwa jeder zehnte Galactose-Rest hat statt O-6 einen Sulfat-Rest.  Etwa 1 % der terminalen Hydroxyl-Gruppen der Galactose sind zu Carboxyl-Gruppen oxidiert (Uronsäuren) und in geringen Mengen sind Pyruvat-Gruppen als 4,6-Ketal an die D-Galactose gebunden. Agaropektin ist mit 30 %, neben Agarose, wesentlicher Bestandteil von (rohem)Agar.
Da es nicht geliert, wird es für die meisten Anwendungen aus dem Agar entfernt.